# Myzomela cardinalis
Myzomela cardinalis là một loài chim trong họ Meliphagidae.